# Terry Taylor
Paul W. Taylor III (Greenville, 12 de agosto de 1955) é um ex-lutador profissional estadunidense mais conhecido por seu nome no ringue, "Terry Taylor". Atualmente contratado pela WWE como treinador no território de desenvolvimento, NXT, Taylor foi um importante nome da luta profissional na região sul dos Estados Unidos da década de 1980, principalmente em territórios da National Wrestling Alliance (NWA), tendo conquistado diversos títulos regionais. Além disso, Taylor lutou pela World Championship Wrestling (WCW) e World Wrestling Federation (WWF, atualmente WWE), em ambas as quais também atuou em diversas funções nos bastidores como treinamento de lutadores, criação de roteiros (como "booker") e agente. Ele também trabalhou nos bastidores da Total Nonstop Action Wrestling (TNA).

## Carreira

### Mid-South Wrestling / Universal Wrestling Federation (1984—1987)
Taylor fez sua estreia na Mid-South Wrestling em janeiro de 1984, iniciando uma rivalidade com Nikolai Volkoff e Krusher Darsow/Khruschev, com quem Taylor lutou na final do torneio para coroar o primeiro campeão televisivo da Mid-South Wrestling em maio, luta vencida por Khruschev. Ele derrotaria Khruschev pelo título em 16 de junho de 1984 e o perderia para Adrian Street em setembro. Ele reconquistaria o título ao derrotar Buddy Landel em 2 de janeiro de 1985 e o deixaria vago em 13 de março, após derrotar Ted DiBiase pelo Mid-South North American Heavyweight Championship, principal título da companhia. Ele seria derrotado pelo título por The Nightmare em 22 de maio.
Terry Taylor derrotou Black Bart pelo NWA National Heavyweight Championship em junho, o perdendo no Starrcade de 1985 para Landel. Em abril de 1986, Taylor formou uma dupla com Steve Williams para participar da Crockett Cup. Eles derrotaram Landel e Bill Dundee na primeira rodada, e empataram com Nikita e Ivan Koloff na segunda rodada, o que fez com que os dois times fossem eliminados do torneio.
Com a Mid-South Wrestling deixando a National Wrestling Alliance (NWA) e se renomeando Universal Wrestling Federation (UWF), Taylor se tornou um dos maiores nomes da companhia, derrotando Buzz Sawyer em maio de 1986 pelo UWF Television Championship. Ele derrotou lutadores como Shane Douglas e Brad Armstrong para manter o título, antes de ser derrotado por Buddy Roberts em 28 de setembro de 1986. Ele ganhou o campeonato de duplas da UWF com Jim Duggan em 27 de dezembro, mas o título foi vago após Duggan perder uma luta para One Man Gang, o que o obrigou a deixar a UWF. Com Chris Adams, Taylor derrotou Sting e Rick Steiner na final de um torneio para novamente se tornar campeão de duplas. Eles perderiam o título para Sting e Steiner dois meses depois e iniciariam uma rivalidade entre si. Em setembro, Taylor derrotou Douglas pelo título televisivo, o mantendo até o final de novembro, quando o perdeu para Nikita Koloff. em uma luta de unificação com o NWA World Heavyweight Championship de Koloff no Starrcade de 1987.

### World Class Championship Wrestling (1988)
Taylor estreou na World Class Championship Wrestling (WCCW) no início de 1988, derrotando Matt Borne pelo WCWA Texas Heavyweight Championship em 26 de fevereiro de 1988. Ele defenderia o título nos meses seguinte contra lutadores como Jeff Raitz e Chris Adams, antes de deixar a empresa e vagar o cinturão. Durante seu tempo na companhia, Taylor formou uma dupla com Iceman King Parsons para derrotar Kevin e Kerry Von Erich pelo WCWA World Tag Team Championship. Taylor e Parsons perderam o título de volta para os Von Erichs.

### World Wrestling Federation (1988—1990)
Em 1988, Taylor foi contratado pela World Wrestling Federation (WWF). Utilizando o nome de "Scary" Terry Taylor, ele foi considerado para o personagem "Mr. Perfect", mas Curt Hennig acabou utilizando o personagem. Ele se tornou um vilão após trair sua dupla Sam Houston depois dos dois serem derrotados por The Conquistadores em um episódio do Prime Time Wrestling. Durante o Superstars of Wrestling exibido em 8 de outubro de 1988, em uma entrevista com Brother Love, Bobby "The Brain" Heenan introduziu Taylor como seu novo agenciado. No episódio da semana seguinte, Taylor foi renomeado "The Red Rooster" ("o galo vermelho") e, acompanhado por Heenan, derrotou Lanny Poffo.
O personagem de "The Red Rooster" consistia em Taylor utilizar trejeitos de um galo, cacarejar e pintar de vermelho uma mecha de seu cabelo, simulando uma crista. O personagem é considerado um dos piores da história da luta profissional americana, com a credibilidade de Taylor como um lutador de alto calibre nunca tendo se recuperado do fracasso da história. Segundo John "Bradshaw" Layfield, o personagem foi uma punição por Taylor se portar como um traidor dos lutadores, denunciando falhas no comportamento de seus colegas aos chefes. Bruce Prichard, que interpretava Brother Love na época e fazia parte da equipe criativa, nega que o personagem fosse uma forma de punir Taylor, mas que foi criado por Vince McMahon, que, ao conhecer Taylor, o considerou pretensioso como um galo.
Como parte do torneio King of the Ring de 1988, Red Rooster derrotou Marty Jannetty na primeira rodada e "Iron" Mike Sharpe nas quartas-de-final, antes de ser eliminado por "Macho Man" Randy Savage na semifinal. Rooster fez sua estreia em pay-per-views da WWF no Survivor Series, em novembro, como parte do time de Ted DiBiase, King Haku e Twin Towers (The Big Bossman e Akeem) em uma luta de eliminações contra o time dos Mega Powers (Hulk Hogan e Randy Savage), Hillbilly Jim, Koko B. Ware e Hercules. Rooster foi o primeiro eliminado do combate. No Saturday Night's Main Event em 7 de janeiro de 1989, Rooster foi derrotado por Tito Santana. Após o combate, Heenan estapeou Rooster, que o estapeou de volta, deixando de ser um vião. Uma semana depois, no Prime Time Wrestling, Heenan comandou um ataque de Steve Lombardi, mais tarde renomeado "The Brooklyn Brawler", contra Rooster.
Red Rooster participou do Royal Rumble de 1989, sendo eliminado por Ted DiBiase. Ele continuou sua rivalidade com Brooklyn Brawler e Bobby Heenan, derrotando os dois, respectivamente, no Saturday Night's Main Event de 11 de março de 1989 e no WrestleMania V. No torneio King of the Ring de 1989, Red Rooster foi eliminado na primeira rodada por Haku. Ele faz parte do "The Dream Team" no Survivor Series, se aliando a Dusty Rhodes, Brutus "The Barber" Beefcake e Tito Santana contra "The Enforcers" (Big Boss Man, Bad News Brown, Rick "The Model" Martel e Honky Tonk Man). Apesar do time de Rooster vencer o combate de eliminação, ele e Santana foram eliminados.
Substituindo The Widowmaker, Rooster participou do Royal Rumble de 1990, mas acabou sendo eliminado por André the Giant.

### National Wrestling Alliance e WCW (1990—1992)
Em 1990, Taylor retornou à National Wrestling Alliance (NWA). No Clash of the Champions XII, Taylor e Jackie Fulton foram derrotados pelos Nasty Boys (Jerry Sags e Brian Knobbs). Taylor derrotou Bill Irwin no Halloween Havoc.
No final de 1990, Taylor começou uma rivalidade com Michael Wallstreet e Miss Alexandra York, que previu por seu computador que Wallstreet derrotaria Taylor em menos de nove minutos. No Starrcade, Wallstreet derrotou Taylor no tempo estipulado. Após Wallstreet deixar a promoção para se tornar parte do elenco da World Wrestling Federation (WWF), York passou a procurar um novo cliente. Durante uma luta contra Ricky Morton no Clash of the Champions XIV, Taylor tornou-se um vilão, aliando-se a York. Ele passou a ser chamado de "The computerized man of the 1990s" ("O homem computadorizado dos anos 1990") Terrance Taylor. Como parte da York Foundation, Taylor se aliou a Morton, Thomas Rich e Mr. Hughes. Após lutas com finais indecisivos com The Z-Man, ele e Taylor se enfrentaram em uma luta sem desqualificações no WrestleWar, com Taylor vencendo após interferência de York. Logo, a York Foundation iniciou uma rivalidade com Dustin Rhodes, que não queria se unir ao grupo. Ele foi derrotado por Rhodes no SuperBrawl I e no Clash of the Champions XV (por desqualificação após interferência de Hughes e Morton). No episódio do WorldWide de 7 de setembro de 1991, Taylor, Rich e Morton enfrentaram Rhodes, Z-Man e Big Josh pelo título de trios da WCW e venceram por desqualificação, sem conquistar o título. Eles venceram o título em uma revanche no mês seguinte, mas o campeonato foi desativado em novembro.
Fora da York Foundation, Taylor permaneceu como um vilão, usando o nome "Taylor Made Man". No World Championship Wrestling de 17 de fevereiro de 1992, Taylor e Greg Valentine derrotaram Ron Simmons e Big Josh pelo WCW United States Tag Team Championship. Eles defenderam os títulos contra os Fabulous Freebirds (Jimmy Garvin e Michael Hayes) e Danny Posten & Scott Allen, antes de perder o títulos para os Freebirds no WrestleWar. Ele também participou do torneio G1 Climax de 1992, pelo NWA World Heavyweight Championship, promovido em parceria com a New Japan Pro Wrestling (NJPW). Por conta de uma lesão, o oponente de Taylor na primeira rodada, Hiroshi Hase, deixou o torneio. Na segunda rodada, Taylor foi eliminado por Kensuke Sasaki.

### WWF; "Terrific" Terry Taylor (1993)
Taylor retornou à World Wrestling Federation (WWF) sob o nome de "Terrific" Terry Taylor. Ele participou do segundo episódio do Monday Night Raw, sendo derrotado por Mr. Perfect em 18 de janeiro de 1993.
Ele participou do Royal Rumble daquele ano, sendo eliminado por Ted DiBiase em menos de 30 segundos.

### WCW (1993—1994; 1996—1999)
No Halloween Havoc, Taylor atuou como segundo árbitro do combate entre Rick Rude e Ric Flair, onde o WCW International World Heavyweight Championship de Rude estava sendo disputado. Durante a luta, o árbitro original foi nocauteado, o que forçou Taylor a oficializar a luta. Também nocauteado, Taylor não pôde ver Flair utilizando um objeto ilegal contra Rude, lhe dando a vitória. A decisão foi revertida pelo árbitro original, que deu a vitória para Rude por desqualificação.
Nos meses seguintes, Taylor passou a lutar no WCW WorldWide e no WCW Saturday Night, sendo derrotado por lutadores como Lord Steven Regal, Pretty Wonderful (Paul Roma e Paul Orndorff) e Steve Austin. Ele, então, começou uma rivalidade com Diamond Dallas Page, o derrotando no SuperBrawl IV, em uma luta de duplas com Johnny B. Badd contra Page e Bryant Anderson no WorldWide, e individualmente também no WorldWide. Na época, Taylor formaria uma dupla com Erik Watts. Os dois desafiariam os campeões mundiais de duplas Pretty Wonderful pelo título no WorldWide de 30 de julho de 1994, sem sucesso. Em setembro, Taylor e Buddy Wayne desafiariam Roma e Orndorff, novamente sem sucesso. No fim de 1994, Taylor foi demitido pela WCW, sendo recontratado como roteirista em 1996.
Entre setembro de 1993 e março de 1994, Taylor atuou como comentarista em episódios da WCW Power Hour ao lado de Tony Schiavone. Como roteirista, Taylor é creditado, em parte, pelo sucesso da New World Order (nWo) e pela divisão dos pesos-leves.

### Retorno como roteirista na WWF (1999—2000)
Taylor retornou à World Wrestling Federation (WWF) em 1999 como roteirista. Durante o Raw de 8 de março de 1999, o narrador Jim Ross, afastado após uma crise real de paralisia de Bell e substituído por Michael Cole, confrontou Cole pela substituição e o chutou nas partes íntimas, tomando seu lugar na mesa dos comentaristas. Em seguida, o presidente da WWF, Vince McMahon, ordenou que Taylor tirasse Ross dali e o substituísse pelo resto da noite. Com a ajuda do pupilo de Ross, "Dr. Death" Steve Williams, Taylor convenceu Ross a deixar a mesa dos comentaristas e narrou o resto da noite ao lado de Jerry "The King" Lawler.
Com Kevin Kelly, Taylor atuou como comentarista do Sunday Night Heat em março, do Shotgun Saturday Night em julho e do Jakked em setembro e outubro.
Além de atuar como repórter nos bastidores, Taylor fez algumas lutas não-televisionadas, sendo derrotado por Kurt Angle e Joey Abs, respectivamente em maio e setembro, por Chris Jericho no evento em tributo a Brian Hildebrand Curtis Comes Home e por Tom Prichard no segundo evento em tributo a Brian Pillman produzido pela Heartland Wrestling Association (HWA).

### Retorno como roteirista da WCW (2000—2001)
Com Vince Russo, Ed Ferrara e Bill Banks, Taylor deixou a World Wrestling Federation (WWF) e retornou à World Championship Wrestling (WCW), onde atuou como roteirista do WCW Monday Nitro. Além disso, Taylor tornou-se responsável pelo relacionamento com o talento da companhia.

### Border City Wrestling (2001—2002)
Após a World Championship Wrestling (WCW) ser comprada pela World Wrestling Federation (WWF), Taylor passou a competir pela promoção independente Border City Wrestling (BCW), com base em Windsor, Ontário, Canadá. Ele formou uma dupla com Cyrus e, juntos, conquistaram o BCW Can-Am Tag Team Championship ao derrotar Jack Damage e Tyson Dux em 10 de outubro de 2001. Taylor e Cyrus se aliaram a Chris Sabin em uma rivalidade contra Scott D'Amore e seus aliados Sabu, Johnny Swinger e Nova. Em 12 de março de 2002, D'Amore e Sabu (que substituiu Diamond de última hora) derrotaram Taylor e Cyrus pelo título. No entanto, por Sabu estar ilegalmente no combate, a decisão foi revertida. Taylor perdeu o título em 10 de outubro de 2002, quando Taylor e Sabin, que substituía Cyrus, se aliaram a Tracy em uma luta 3-contra-2 contra Dux e El Tornado. O trio de Taylor, Sabin e Tracy perdeu.

### Retorno à WWE; SmackDown! (2002—2003)
Taylor atuou como agente nos bastidores do Unforgiven de 2002, e do Raw e SmackDown! da semana seguinte como teste. Ele foi eventualmente contratado como agente do SmackDown!, mas demitido em julho do ano seguinte.

### Total Nonstop Action Wrestling (2003—2011)
No pay-per-view semanal da NWA: Total Nonstop Action de 27 de agosto de 2003, Taylor substituiu Scott Hudson como repórter, entrevistando Sonny Siaki, Michael Shane e a 3Live Kru, e se envolvendo em uma história entre Kid Kash e Abyss, com o último protegendo Kash de um ataque de Taylor, que havia sido estapeado por Kash. Kash voltou a atormentá-lo na semana seguinte, aplicando-lhe um uppercut após se desculpar pelo tapa da semana anterior. Novamente Taylor foi restringido por Abyss e pela Red Shirt Security. Em 17 de setembro, Taylor interferiu em uma luta para definir os desafiantes pelo título mundial de duplas da NWA entre America's Most Wanted (James Storm e Chris Harris), 3Live Kru (Ron Killings e BG James), The Disciples of the New Church (Slash e Sinn) e Abyss e Kash, aplicando um golpe baixo em Kash e dando a vitória para a 3Live Kru. Com a ajuda da America's Most Wanted, Taylor derrotou Kash na semana seguinte. Depois que Kash e Abyss derrotaram Harris e Storm na semana seguinte usando uma cadeira, Taylor foi até o ringue para informar da ilegalidade ao árbitro. Ele acabou sendo atacado por Kash e Abyss. Taylor foi o árbitro de uma luta entre Kash e Abyss vs. America's Most Wanted na semana seguinte, dando a vitória para Harris e Storm.
Taylor, além de atuar como repórter, tornou-se agente dos bastidores e, eventualmente, chefe de relações com o talento.
No Impact! de 15 de julho de 2010, Taylor e outros agentes dos bastidores (Pat Kenney, D'Lo Brown e Al Snow) tentaram separar uma briga generalizada (na história) entre membros do elenco da TNA e ex-lutadores da ECW. No Impact! da semana seguinte, a dona da TNA Dixie Carter repreendeu os agentes pelo envolvimento na briga.
Em 20 de maio de 2011, Taylor foi demitido de sua função de chefe de relações com o talento da TNA. Os motivos da demissão foram, supostamente, processos legais de lutadores em referência à forma como o departamento tratava de lesões e pagamento de hospitais, além de problemas com renovação de passaportes trabalhistas para lutadores estrangeiros. Taylor foi substituído por Bruce Prichard.

### Retorno à WWE; FCW e NXT (2012—presente)
Em 2012, Taylor foi recontratado pela WWE como treinador e agente do território de desenvolvimento Florida Championship Wrestling (FCW), mais tarde transformada no NXT.

## Vida pessoal
A esposa de Taylor, Trudy Davidson, faleceu em julho de 2011, após lutar contra o câncer.

## Na luta profissional
- Movimentos de finalização
  - Cock of the Walk[2] (Sharpshooter)
  - Rooster Wing[2] (Lifting hammerlock)
  - Sitout gutwrench powerbomb[2]
  - The Five-Arm[2] (Flying forearm smash)
- Movimentos secundários
  - Jawbreaker[2]
  - Neckbreaker[2]
  - Sunset flip[2]
  - Flying Chickenwing[2]
- Alcunhas
  - "Terrific" ("Formidável")[3]
- Managers
  - Miss Alexandra York[30]
  - Bobby "The Brain" Heenan[15]

## Títulos e prêmios
- Border City Wrestling
  - BCW Can-Am Tag Team Championship (1 vez)[2][62] – com Cyrus
- Cauliflower Alley Club
  - Prêmio Iron Mike (2014)[63]
- Continental Wrestling Association
  - AWA Southern Heavyweight Championship (2 vezes)[2][62]
  - AWA Southern Tag Team Championship (1 vez)[2][62] – com Steve Keirn
  - CWA International Heavyweight Championship (2 vezes)[2][62]
  - NWA Mid-America Heavyweight Championship (1 vez)[2][62]
  - NWA Southeastern Heavyweight Championship (1 vez)[2][62]
  - NWA Southeastern Television Championship (1 vez)[2][62]
- Georgia Championship Wrestling
  - NWA National Heavyweight Championship (1 vez)[2][62]
  - NWA National Television Championship (1 vez)[2][62]
- Heart of America Sports Attractions
  - NWA Central States Tag Team Championship (1 vez)[2][62] – com Bob Brown
  - NWA Central States Television Championship (1 vez)[2][62]
- Memphis Championship Wrestling
  - NWA North American Heavyweight Championship (1 vez)[2][62]
- National Wrestling Alliance
  - NWA World Junior Heavyweight Championship (1 vez)[2][62]
- NWA Mid-Atlantic
  - NWA Mid-Atlantic Tag Team Championship (1 vez)[2][62] – com Rick Steiner
- Pro Wrestling Illustrated
  - PWI o colocou na 39ª posição dos 500 melhores lutadores individuais em 1992[64]
  - Novato do Ano (1980)[65]
- Universal Wrestling Federation / Mid-South Wrestling
  - Mid-South North American Heavyweight Championship (1 vez)[2][62]
  - UWF / Mid-South Television Championship (4 vezes)[2][62]
  - UWF / Mid-South Tag Team Championship (2 vezes)[2][62] – com Jim Duggan (1) e Chris Adams (1)
- Wrestling Observer Newsletter
  - Lutador Mais Subestimado (1991, 1992)[65]
- World Championship Wrestling
  - WCW United States Tag Team Championship (1 vez)[2] – com Greg Valentine
  - WCW World Six-Man Tag Team Championship (1 vez)[2][62] – com Thomas Rich e Richard Morton
- World Class Championship Wrestling
  - WCWA Texas Heavyweight Championship (1 vez)[2][62]
  - WCWA World Tag Team Championship (1 vez) – com Iceman Parsons[2]